# Francisco Pastor Pérez
Francisco Pastor Pérez (Novelda, 10 de noviembre de 1931 - Alicante, 14 de agosto de 2012) fue un escritor y galerista español. Si bien cronológicamente puede ser considerado un poeta de la generación de los 50, su vida, más bien alejada de círculos literarios, y lo poco extenso de su obra impresa le sitúan en una cierta periferia de la misma. Publicó tres libros de poesía y una carpeta con cinco poemas y cinco pinturas en colaboración con el pintor sueco Bengt Lindström.

## Biografía
Francisco Pastor Pérez (conocido como Paco Pastor en su entorno más cercano) nace en Novelda, ciudad alicantina emprendedora en comercio agrícola e industrial y exponente arquitectónico meridional del modernismo catalán. Durante los años afectados por la Guerra Civil Española de 1936 vivió en la Argelia francesa, con la que las comunicaciones eran entonces muy fluidas y donde sus padres emigraron huyendo del conflicto. Comenzada la escuela en un idioma distinto al de su entorno familiar, vería así puestas las bases de un carácter cosmopolita y políglota. Cursó estudios de Bachillerato y Comercio y empezó su independencia económica dentro de la creciente industria del mármol.
Gran aficionado a literatura, Pastor empezó joven a escribir y a conservar poemas y cuentos. Casado con Elena Escolano (hija de Francisco Escolano Gómez), ambos tuvieron en el mundo de las artes plásticas un camino abierto a su interés, que se vio materializado primeramente con la inauguración de la Galería Italia en Alicante, donde habían fijado su residencia. Además, su participación fue indispensable para la creación del Museo de Arte Contemporáneo de Alicante (MACA) de esta ciudad. Durante aquellos años de intensa actividad intelectual aparecen publicados dos volúmenes con parte de la obra de Francisco Pastor; el primero prologado por el poeta José Hierro y ambos con ilustraciones del escultor Baltasar Lobo. El tercer libro ve la imprenta en 2010 y porta un prólogo del editor y autor Luis T. Bonmatí. De su amistad con Bengt Lindström surge el proyecto de colaboración que les llevará a publicar una carpeta conjunta con cinco litografías y cinco poemas evocadores. En su obra prevalece la estética conceptual sobre la formal y la convergencia de tres focos principales de influencia provenientes de autores tan diferentes como Jorge Luis Borges, el místico Juan de la Cruz y Antonio Machado.

## La Galería Italia
Francisco Pastor inicia su andadura como galerista, junto a su amigo Gonzalo Fortea, con la fundación de la Galería Italia - Galería de Arte Contemporáneo, formando parte asimismo de la sociedad, en los años iniciales, Eliseo Fernández Centeno. Contarían, durante todo el ejercicio de la galería, con la colaboración de la mujer de Pastor, Elena Escolano. Inaugurada en noviembre de 1974 con una muestra de Antonio Lago, la sala de exposiciones se ubicó en la calle Italia de la ciudad de Alicante salvo en el periodo 1977-1983 en que se trasladó a la calle Ramón y Cajal en la misma ciudad. Las vanguardias históricas de pintura y escultura, junto a jóvenes artistas de talento, tuvieron allí su cita, albergando exposiciones de artistas como Bengt Lindström (del cual la galería tuvo la representación para España), Julio Le Parc, Modest Cuixart, Luis Feito, Antoni Tàpies, Manuel Hernández Mompó, Antonio Saura, Lucio Muñoz, Wilfredo Lam, Eusebio Sempere, Juan Genovés o Baltasar Lobo. Este último mantendría una estrecha amistad con Pastor y su mujer y realizaría, desde principios de los setenta y durante varios años, buena parte de su obra sobre mármol rojo Alicante (y algunos dibujos) en el taller que éstos le proporcionaron en Novelda. La Galería Italia colaboró asimismo en ediciones como la de la carpeta de serigrafías Homenaje a Gabriel Miró, dedicada al escritor alicantino por Eusebio Sempere con selección de textos a cargo de Elena Escolano. La galería, que tuvo presencia en ARCO desde la primera edición de esta feria, cerró sus puertas en octubre de 2009 por motivos personales de salud. La sala se había convertido, en sus 35 años de existencia, en un punto de referencia de nuevas estéticas en las artes plásticas para esta ciudad mediterránea.

## El Museo de Arte Contemporáneo de Alicante

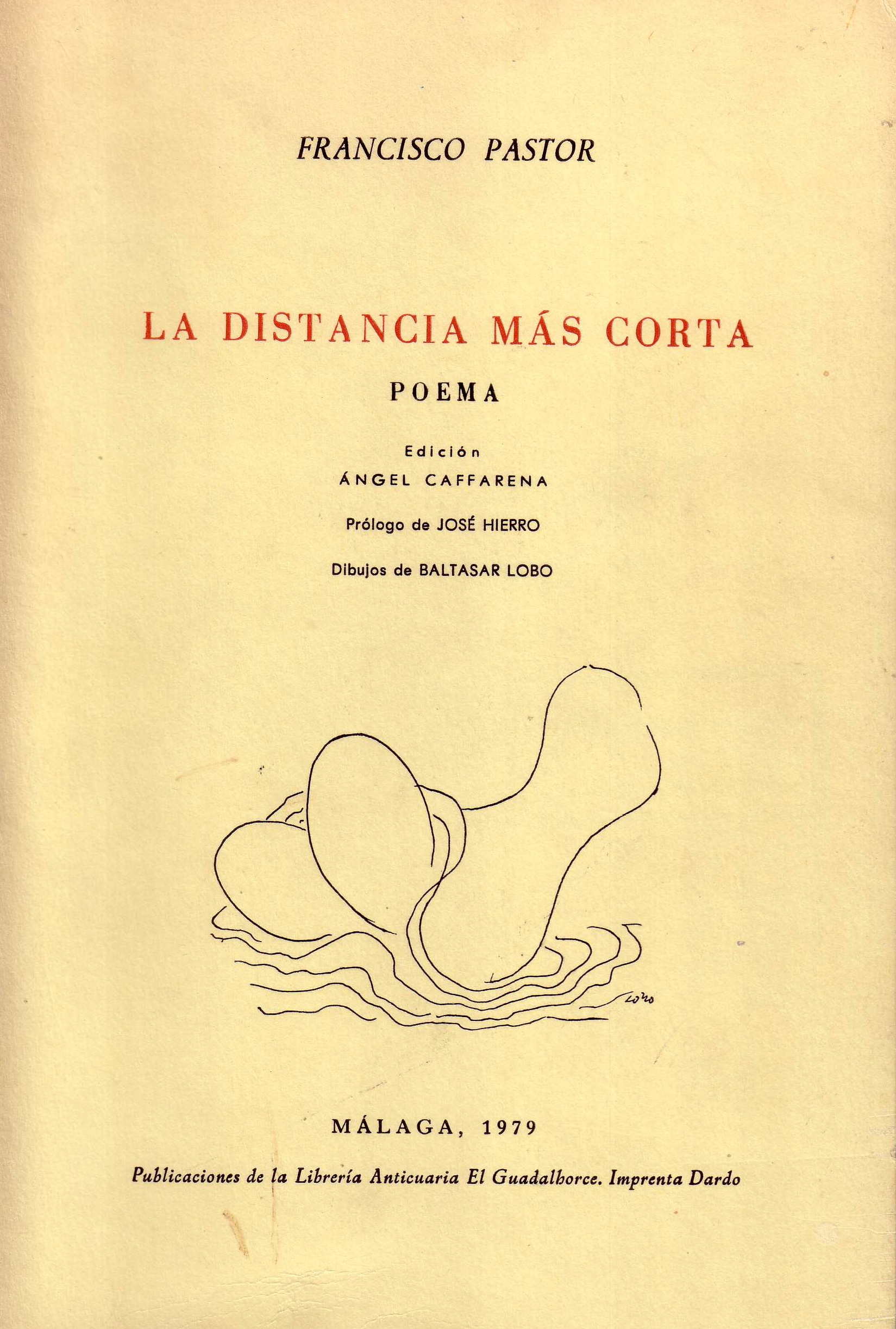
Francisco Pastor, portada de "La distancia más corta" (1979).

La amistad de Francisco Pastor con el artista plástico Eusebio Sempere fue fundamental en la gestión de la donación que éste efectuara de su colección privada a la ciudad de Alicante. De hecho, Sempere quiso que Pastor fuera el primer director del museo que se ubicó, desde su inauguración en 1977, en el viejo caserón de La Asegurada (siglo XVII). Actualmente, tras el proceso de ampliación con la adquisición de las fincas adyacentes, se denomina Museo de Arte Contemporáneo de Alicante (MACA). Francisco Pastor fue, junto a Elena Escolano y Gonzalo Fortea, miembro permanente del patronato que rige el museo.

## Obra publicada
- La distancia más corta (Málaga, 1979). Publicaciones de la Librería Anticuaria El Guadalhorce. Depósito legal: MA. 734 - 1979. Prólogo de José Hierro y dibujos de Baltasar Lobo.

- La palabra y otros silencios (Barcelona, 1981). La Gaya Ciencia. Ilustraciones de Baltasar Lobo. ISBN 84-7080-149-X

- Carpeta Novelda (París/Alicante, 1987). Edición de 5 litografías originales de Bengt Lindström junto a 5 poemas de Francisco Pastor con 99 ejemplares numerados en formato 75 x 54'5 cm. Pierre Badey Litographe (París) y Gráficas Díaz S.L. (Alicante). Reproducida ese mismo año en La Santa, publicación del Patronato Santa María Magdalena. Depósito legal: A-560-1987 (Alicante, 1987).

- Animal incorporado (Alicante, 2010). Editorial Aguaclara (Colección Anaquel Poesía n.º 84) Prólogo de Luis T. Bonmatí ISBN 978-84-8018-341-3

- Arte poética y Homenaje a Verlaine (Alicante, 2013). Dos poemas inéditos publicados póstumamente en Ex Libris, Revista de Poesía n.º 13. Instituto Alicantino de Cultura Juan Gil-Albert. ISSN 1577-3434

## «Volver a ti»
Volver a ti,
forma sensible y única, primitivo
animal incorporado,
cuando ya, arriados el viento y las lluvias,
todo está lejano en el corazón
de duro tacto,
contumaz o agresivo según
la norma del hierro o de las palabras
que debieron ser proscritas.
(Parte I del poema publicado en el libro Animal incorporado, Alicante, 2010.)

## Referencias

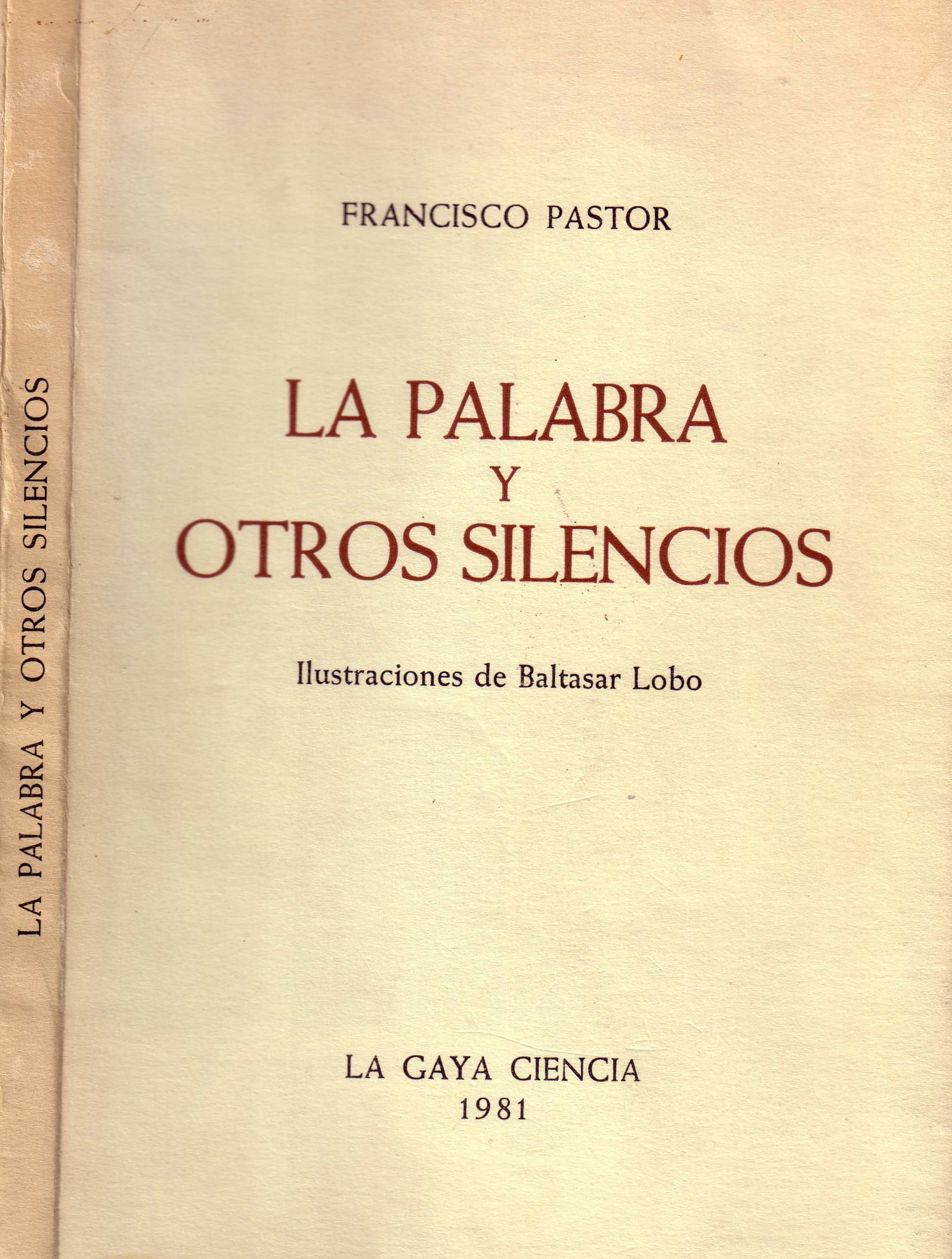
Portada de "La palabra y otros silencios" (1981) del poeta Francisco Pastor.